# Griekse magische papyri
De Griekse magische papyri (Latijn: Papyri Graecae Magicae) zijn een corpus papyri uit het hellenistische Egypte met religieus-magische inhoud. Ze dateren van de 2e eeuw v.Chr. tot en met de 4e eeuw n.Chr. De papyri zijn van verschillende lengte en kwaliteit, en bevatten toverspreuken, hymnen en rituelen. Ze zijn een belangrijke bron van informatie over de godsdienstgeschiedenis in de late oudheid. Vermoedelijk is een behoorlijk deel van de papyri door één Thebaan geschreven, die niet alleen magiër was, maar ook bibliofiel en geleerde met filosofische interesses. 
Ze vormen slechts een klein deel van de magische teksten, waaronder handboeken, die in de oudheid circuleerden. Magie maakte deel uit van het religieuze leven en werd bijvoorbeeld toegepast door gnostici, hermetici, neopythagoreeërs en neoplatonisten. Het merendeel van magische teksten is verloren gegaan door vervolging en onderdrukking van magische praktijken en magiërs, zowel door Romeinse autoriteiten als door christenen (bijvoorbeeld Handelingen 19:10). Daardoor werd geheimhouding belangrijk, wat sommige Griekse magische papyri benadrukken. 
Een groot deel van het corpus is in Egypte verworven en op de Europese markt gebracht door Giovanni d'Anastasi. Waarschijnlijk verkreeg hij de papyri in Thebe en komen ze uit een tombe of tempelbibliotheek. Hij verscheepte ze naar Europa en liet ze veilen, waarna ze terechtkwamen in voornamelijk het British Museum in Londen, de Bibliothèque Nationale en het Louvre in Parijs, de Staatliche Museen in Berlijn, en het Rijksmuseum van Oudheden in Leiden waar de Leiden Papyrus X wordt bewaard.
Onderzoek naar de Griekse magische papyri begon met de Nederlandse onderzoeker Caspar Jacob Christiaan Reuvens (1793-1835), maar pas een kleine eeuw later kreeg het corpus pas echt belangstelling van onderzoekers. De laatste grote papyrus werd in 1925 vertaald door de Noor Samson Eitrem (1872-1966).

## Bron
- Betz, H.D. The Greek Magical Papyri in Translation, Including the Demotic Spells. Chicago: University of Chicago Press, 1986.